# 毛糯直落
毛糯直落 是雪蘭莪州烏魯雪蘭莪縣的一個巫金。

## 其他
- 毛糯直落是 烏魯雪蘭莪縣人口最少的巫金，人口只有100人。

 雪蘭莪
Template:Tunas-geo-Malaysia
巫金